# Aciculites cribrophora
Aciculites cribrophora är en svampdjursart som först beskrevs av Schmidt 1880.  Aciculites cribrophora ingår i släktet Aciculites och familjen Scleritodermidae.
Artens utbredningsområde är Barbados. Inga underarter finns listade i Catalogue of Life.